# Kuba Rozpruwacz (film)
Kuba Rozpruwacz (ang. Jack the Ripper) – brytyjski film kryminalny z 1988 roku w reżyserii Davida Wickesa. Film został oparty na prawdziwej historii Kuby Rozpruwacza z końca XIX w. Londynie.

## Opis fabuły
Rok 1888. Kuba Rozpruwacz terroryzuje East End w Londynie. Do sprawy brutalnych morderstw dokonywanych na prostytutkach, zostaje przydzielony inspektor Frederick Abberline. Naciskany przez rząd brytyjski i przerażoną rozgrywającymi się wydarzeniami społeczność, tworzy listę podejrzanych.

## Obsada
- Lewis Collins jako sierżant George Godley
- Armand Assante jako Richard Mansfield
- Jane Seymour jako Emma Prentiss
- Jonathan Moore jako Benjamin Bates
- Ray McAnally jako Sir William Gull
- Ken Bones jako Robert James Lees
- Hugh Fraser jako Sir Charles Warren
- Deirdre Costello jako Annie Chapman
- Angela Crow jako Elizabeth Stride
- Susan George jako Catharine Eddowes
- Lysette Anthony jako Mary Jane Kelly
- Michael Hughes jako doktorRees Llewellyn
- Michael Gothard jako George Lusk
- George Sweeney jako John Netley
- Mark Culwick jako książę Albert Victor
- Harry Andrews jako koroner Wynne Baxter